# Urban-Turm

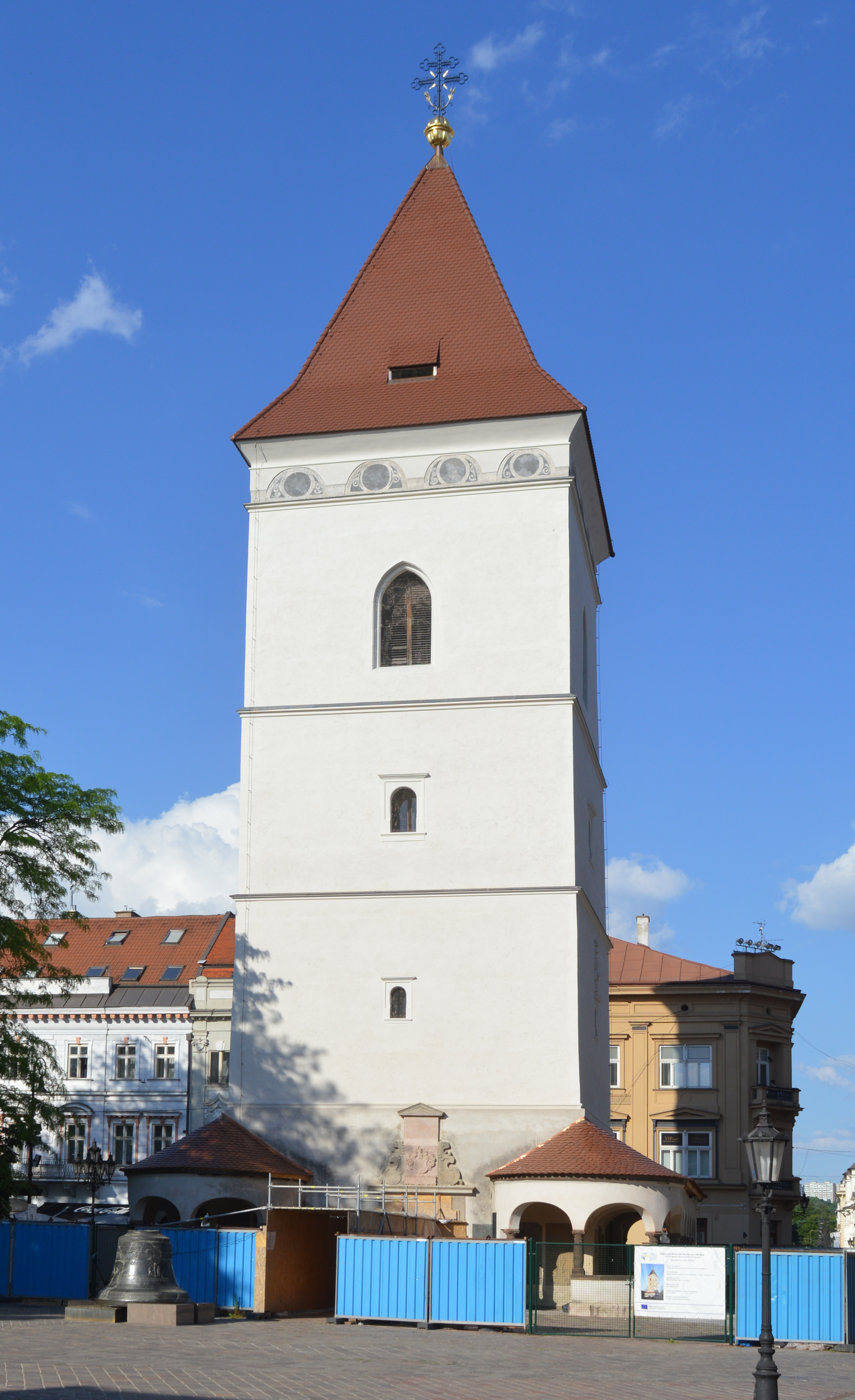
Urban-Turm nach Renovierung 2021

Der Urban-Turm (Slowakisch: Urbanova veža) diente als ein Glockenturm des St. Elisabeths-Dom in der Stadt Košice (Deutsch: Kaschau).

## Geschichte
Der Glockenturm entstand durch einen Umbau des ursprünglich gotischen Turms im 14. Jahrhundert. 1628 wurde der Turm durch den Baumeister Martin Lindtner im Renaissancestil umgebaut. 1775 ist das Pyramidendach zum barocken Zwiebeldach umgebaut worden. Der Turm brannte drei Mal aus und wurde mehrmals rekonstruiert.
Anfang des 19. Jahrhunderts wurde das Dach mit einem Dach im Empire-Stil gekrönt und kleine Geschäfte wurden angebaut. In den Jahren 1911 bis 1912, 1943 bis 1944 und im Jahr 1947 wurde zum Turm ein Arkadengang gebaut. In die Außenmauer setzte man 36 Grabsteine aus dem 14. bis 17. Jahrhundert ein. 1966 wurde der Turm durch einen Brand beschädigt und die Glocken und das Dach zerstört. 1967 bis 1971 wurde der Turm wieder rekonstruiert. Der Turm selbst ist seit 1963 denkmalgeschützt. Zusammen mit dem St. Elisabeths-Dom und der Michaels-Kirche wurde der Urban-Turm im Jahr 1970 zum Nationaldenkmal der Slowakei erklärt.

## Urban-Glocke
Im Turm befand sich die Urban-Kirchenglocke, die dem Urban I., dem Schutzpatron der Winzer, geweiht worden war. Diese fünf Tonnen schwere Glocke wurde 1557 durch den Glockengießer Franciscus Illenfeld abgegossen. 1966 wurde sie durch ein Feuer zerstört. Das Original wurde rekonstruiert und befindet sich heute vor dem Urban-Turm. 1996 setzte man eine Kopie der Glocke in den Turm ein. 1998 installierte man ein Glockenspiel nach dem Entwurf des akademischen Bildhauers P. Sceranka.

## Galerie

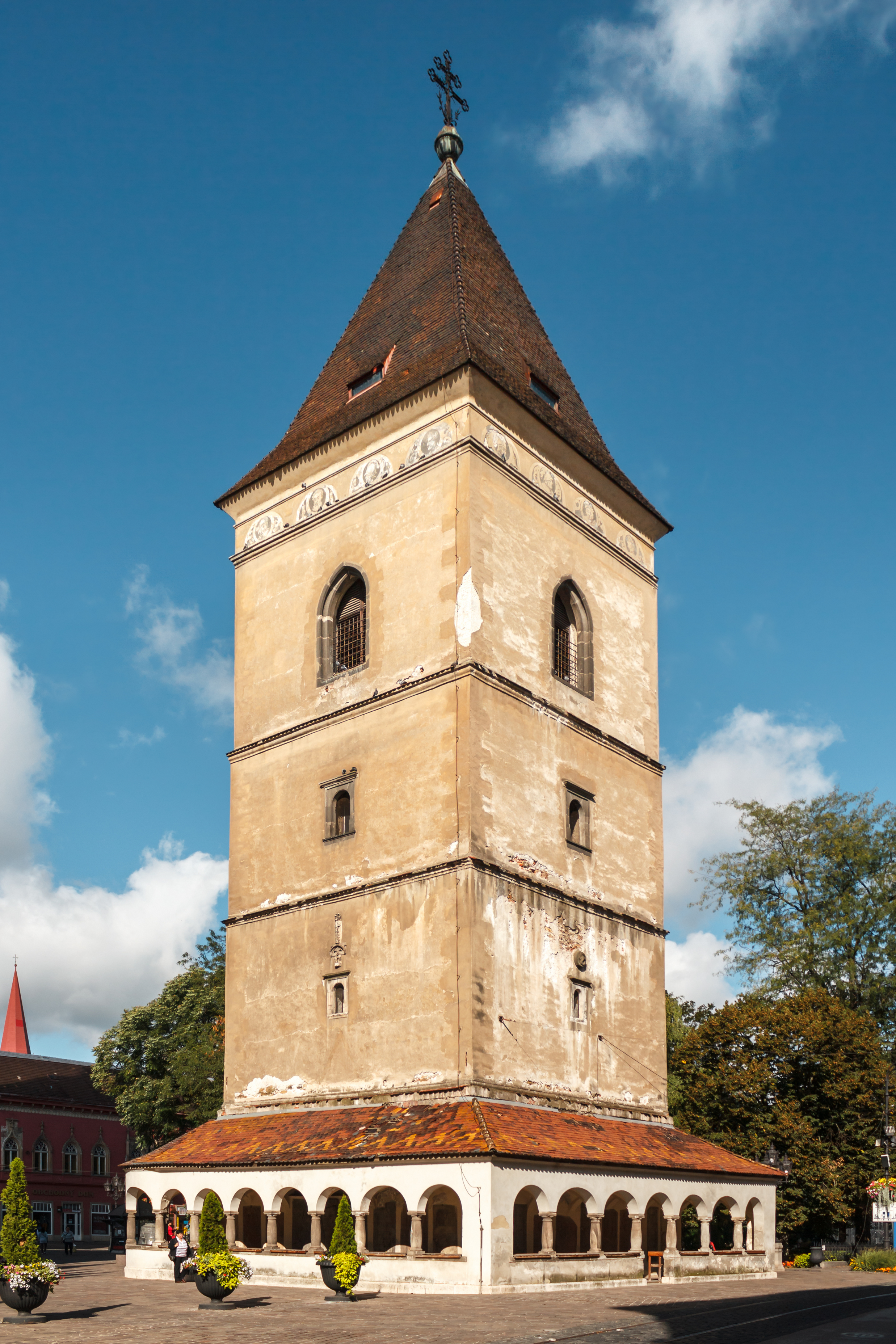
Urban-Turm, 2017
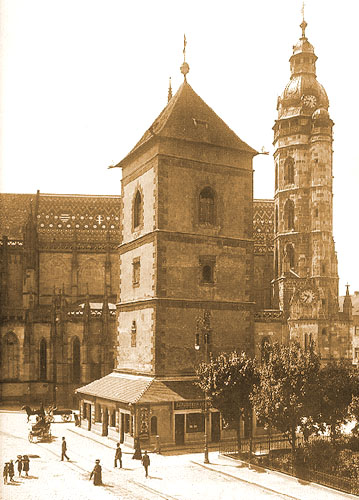
Historische Ansicht
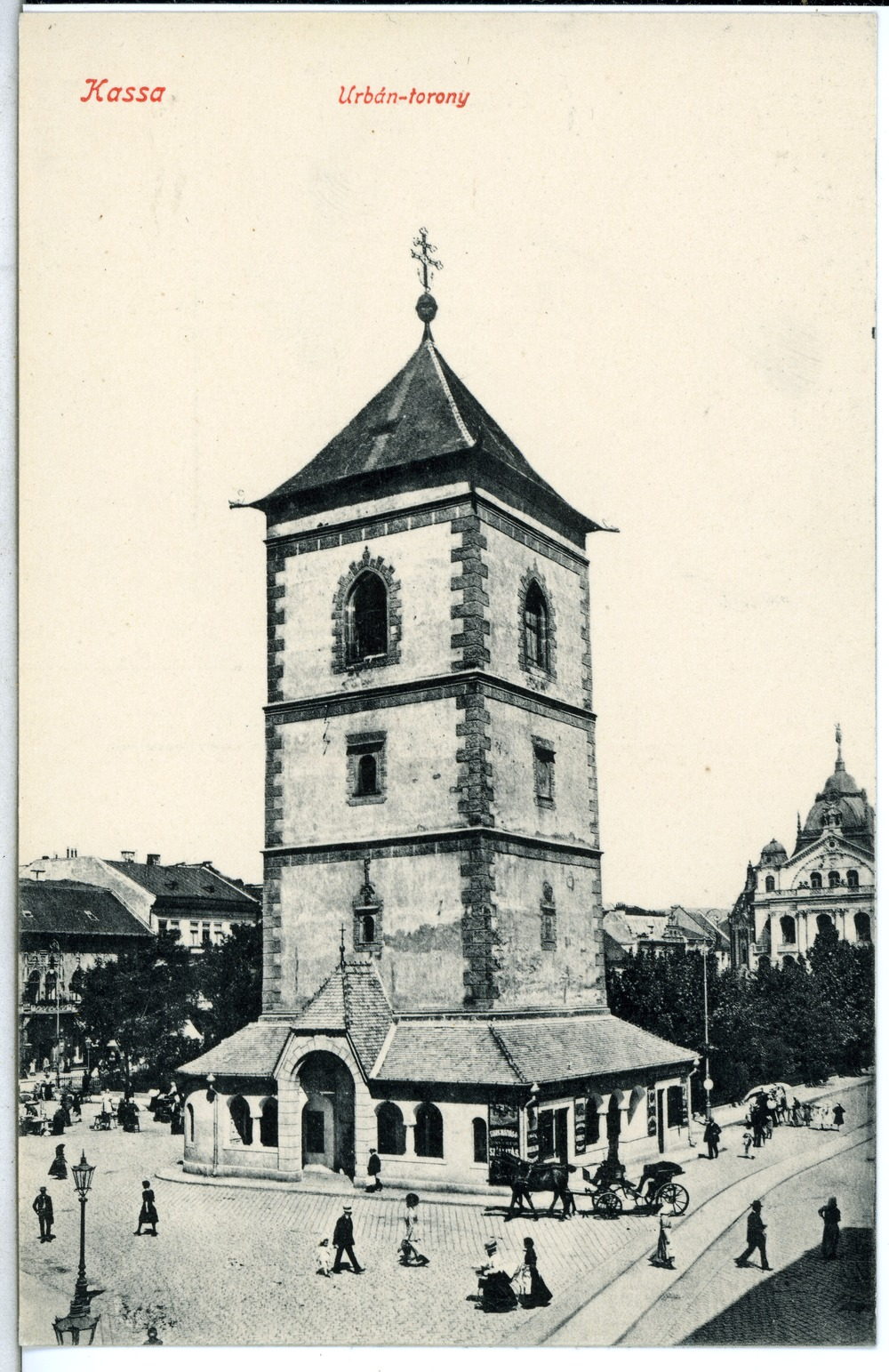
Postkarte, 1912
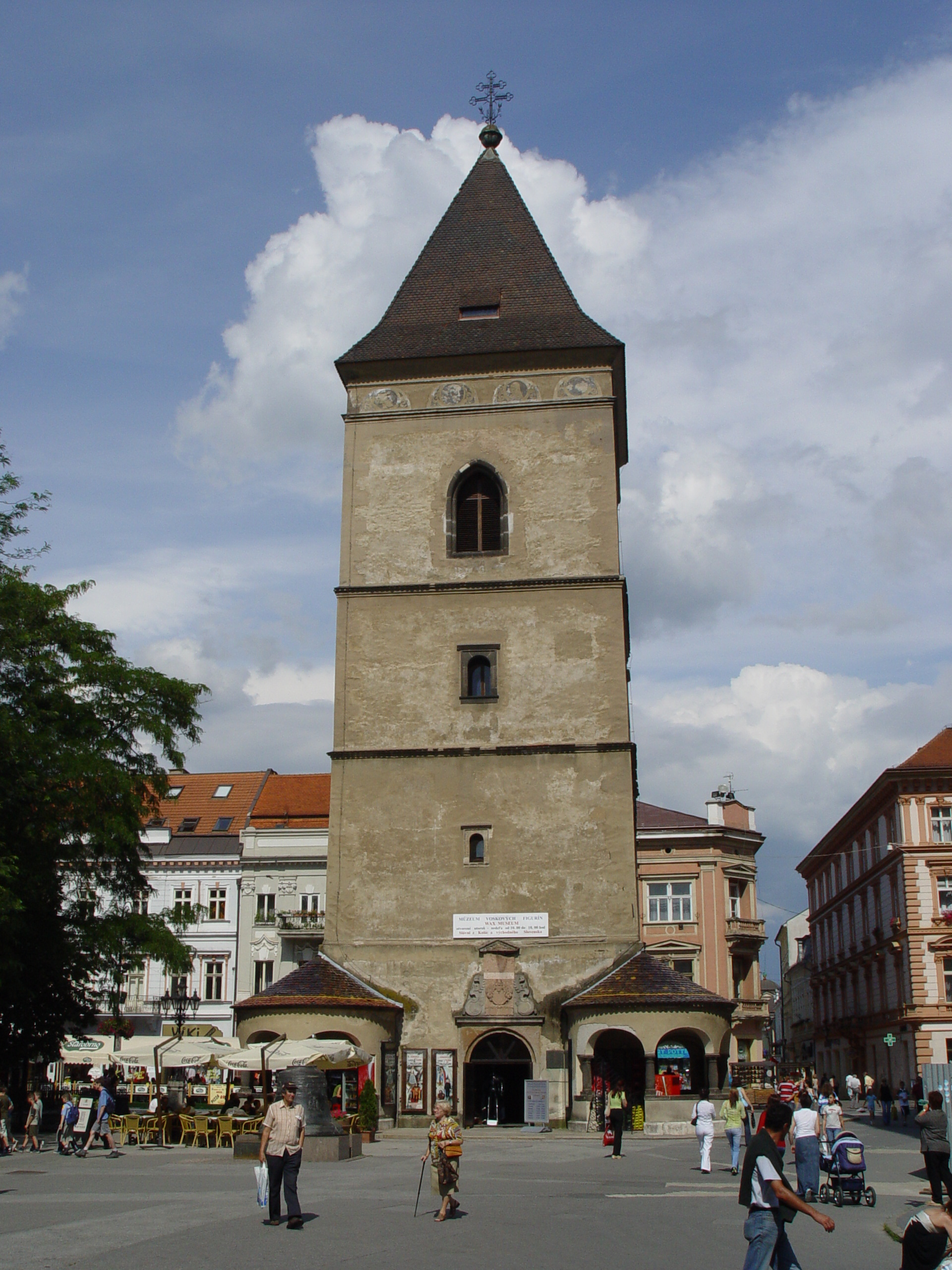
Urban-Turm, 2005
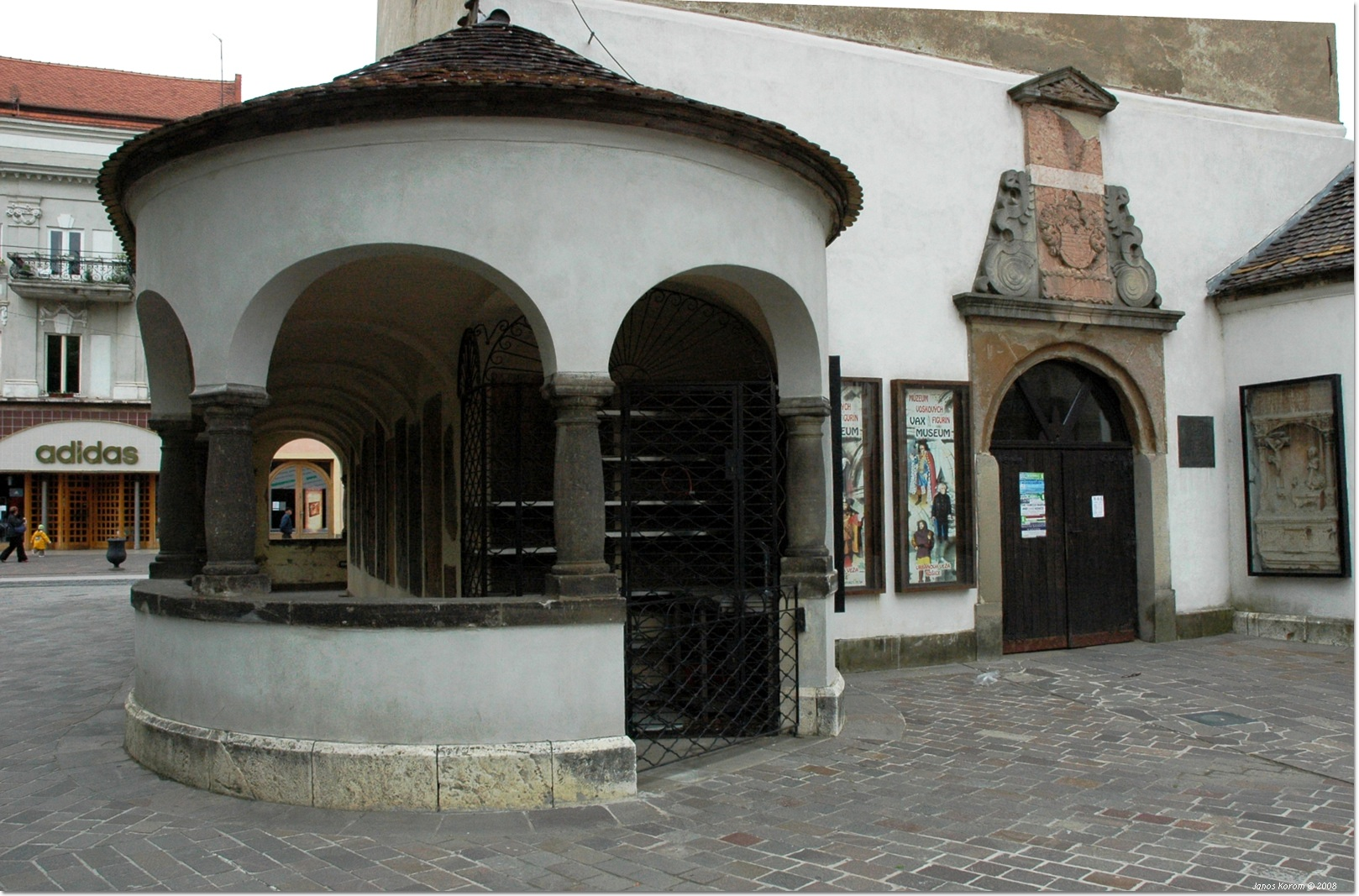
Eingang
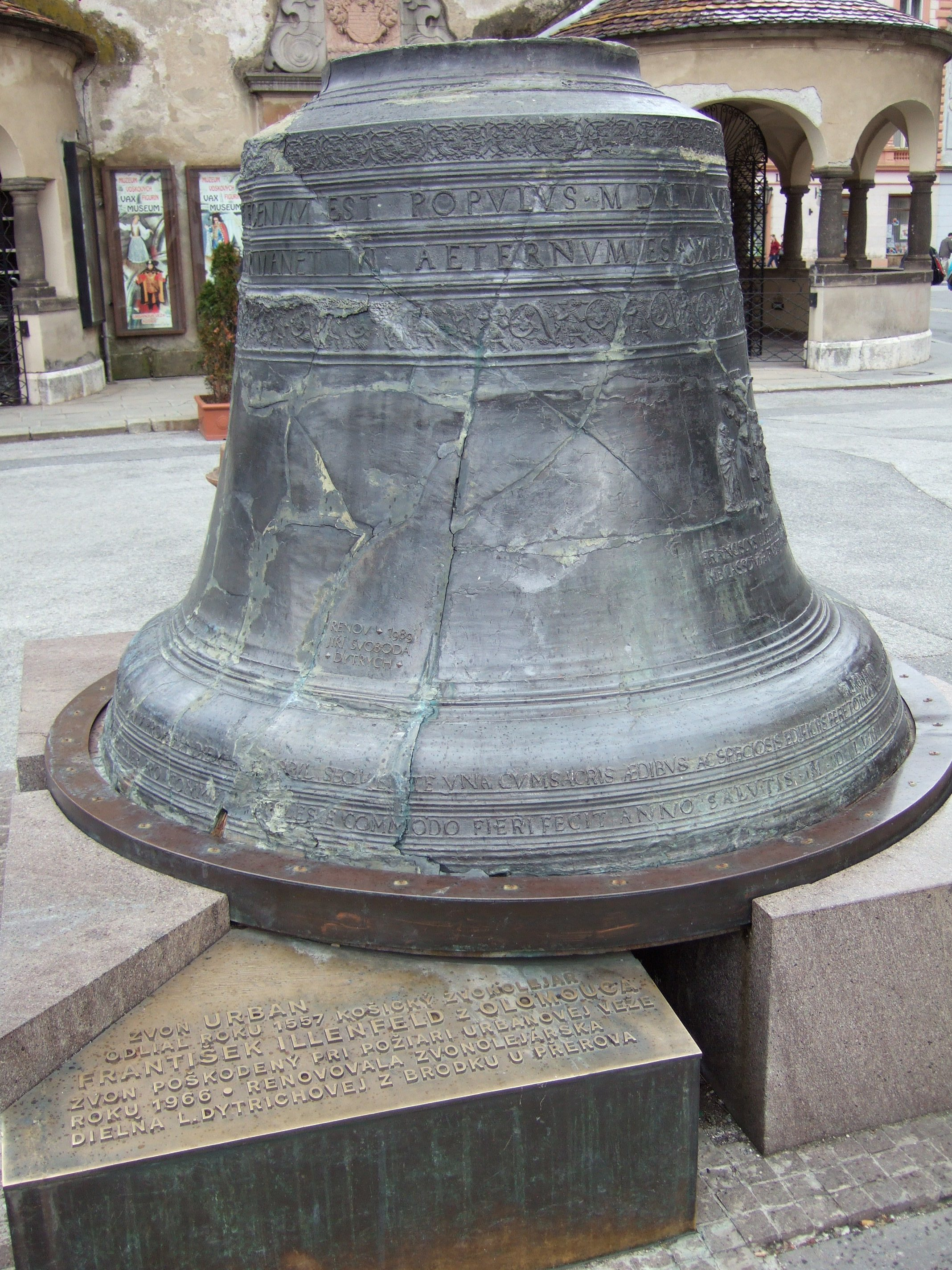
St. Urban-Glocke von 1557